# Adamea stenocarpa
Adamea es un género monotípico  de plantas fanerógamas de la familia Melastomataceae. Su única especie, Adamea stenocarpa, es originaria de África occidental.

## Descripción
Es una hierba o subarbusto escasamentre ramificado, leñosa en la base, con tallos ligeramente tetrangulares; las unidades más antiguas estrechamente aladas; alcanza los 30 cm de altura; la fruta madura y la semilla desconocida.

## Ecología
Se encuentra en grietas rocosas; lugares húmedos, al pie de las rocas graníticas; a una altitud de 1350 metros. Sólo se conoce de la especie recopilada en 1949.

## Taxonomía
Adamea stenocarpa fue descrita por (Jacq.-Fél.) Jacq.-Fél. y publicado en Bulletin du Muséum d'Histoire Naturelle, sér. 2 23: 661. 1952.